# فرودگاه شهرستان شریدن
فرودگاه شریدن کانتی (به انگلیسی: Sheridan County Airport) یک فرودگاه همگانی با کد یاتا SHR است که یک باند فرود آسفالت دارد و طول باند آن ۲۵۳۰ متر است. این فرودگاه در کشور ایالات متحده آمریکا قرار دارد و در ارتفاع ۱۲۲۵٫۶ متری از سطح دریا واقع شده است.